# 16.º Distrito Congressional da Califórnia

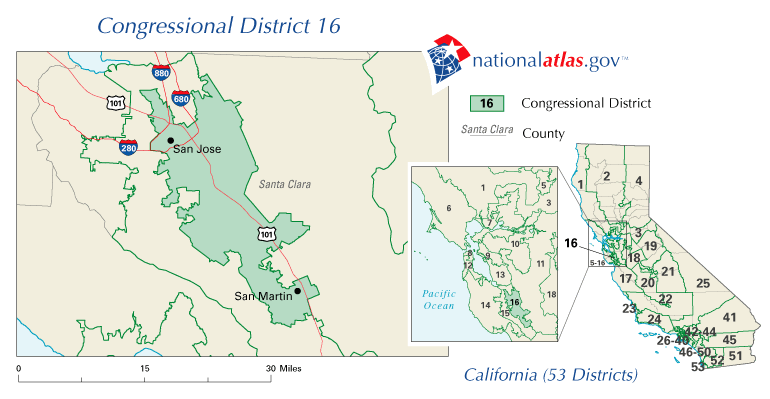
16º Distrito do Congresso Californiano

O 16º Distrito Congressional da Califórnia (em inglês:  California's 16th congressional district) é um dos 53 Distritos Congressionais do Estado norte-americano da Califórnia, segundo o censo de 2000 sua população é de 639.087 habitantes, sua área é de 232 km.